# NFL 1968
Die NFL-Saison 1968 war die 49. Saison im American Football in der National Football League (NFL), der damals, zusammen mit der American Football League (AFL), höchsten Footballliga der Vereinigten Staaten. Die Regular Saison begann am 14. September 1968 und endete drei Monate später, am 15. Dezember 1968.
Für die Saison 1968 wechselten die New York Giants und die New Orleans Saints die Division in der Eastern Conference.
Im NFL Championship Game besiegten die Baltimore Colts die Cleveland Browns mit 34:0. Der Super Bowl III fand am 12. Januar 1968 statt. Die New York Jets, Meister der American Football League, besiegten die Colts mit 16:7.

## Regular Season
| Coastal Division    | Coastal Division | Coastal Division | Coastal Division | Coastal Division | Coastal Division | Coastal Division |
| Team                | S                | N                | U                | SQ 1             | P+               | P−               |
| ------------------- | ---------------- | ---------------- | ---------------- | ---------------- | ---------------- | ---------------- |
| Baltimore Colts     | 13               | 1                | 0                | 0,929            | 402              | 144              |
| Los Angeles Rams    | 10               | 3                | 1                | 0,769            | 312              | 200              |
| San Francisco 49ers | 7                | 6                | 1                | 0,538            | 303              | 310              |
| Atlanta Falcons     | 2                | 12               | 0                | 0,143            | 170              | 389              |

| Capitol Division    | Capitol Division | Capitol Division | Capitol Division | Capitol Division | Capitol Division | Capitol Division |
| Team                | S                | N                | U                | SQ               | P+               | P−               |
| ------------------- | ---------------- | ---------------- | ---------------- | ---------------- | ---------------- | ---------------- |
| Dallas Cowboys      | 12               | 2                | 0                | 0,857            | 431              | 186              |
| New York Giants     | 7                | 7                | 0                | 0,500            | 294              | 325              |
| Washington Redskins | 5                | 9                | 0                | 0,357            | 249              | 358              |
| Philadelphia Eagles | 2                | 12               | 0                | 0,143            | 202              | 351              |

| Central Division  | Central Division | Central Division | Central Division | Central Division | Central Division | Central Division |
| Team              | S                | N                | U                | SQ 1             | P+               | P−               |
| ----------------- | ---------------- | ---------------- | ---------------- | ---------------- | ---------------- | ---------------- |
| Minnesota Vikings | 8                | 6                | 0                | 0,571            | 282              | 242              |
| Chicago Bears     | 7                | 7                | 0                | 0,500            | 250              | 333              |
| Green Bay Packers | 6                | 7                | 1                | 0,462            | 281              | 227              |
| Detroit Lions     | 4                | 8                | 2                | 0,333            | 207              | 241              |

| Century Division    | Century Division | Century Division | Century Division | Century Division | Century Division | Century Division |
| Team                | S                | N                | U                | SQ 1             | P+               | P−               |
| ------------------- | ---------------- | ---------------- | ---------------- | ---------------- | ---------------- | ---------------- |
| Cleveland Browns    | 10               | 4                | 0                | 0,714            | 394              | 273              |
| St. Louis Cardinals | 9                | 4                | 1                | 0,692            | 325              | 289              |
| New Orleans Saints  | 4                | 9                | 1                | 0,308            | 246              | 327              |
| Pittsburgh Steelers | 2                | 11               | 1                | 0,154            | 244              | 397              |

 Western Conference 0
 Eastern Conference 0
 Divisionssieger

Quelle: pro-football-reference.com

## Play-offs
Die Play-offs fanden vom 21. Dezember 1968 bis zum 12. Januar 1969 statt. Es traten die Sieger der vier Divisionen gegeneinander an.  Die Cleveland Browns und die Baltimore Colts besiegten ihre Gegner in den Conference Championship Games und traten am 29. Dezember gegeneinander an.  Die Partie entschieden die Colts mit 34:0 für sich und wurden damit Meister der NFL.
|  | Conference Championship Games | Conference Championship Games | Conference Championship Games |    |                  | NFL Championship Game | NFL Championship Game | NFL Championship Game |
|  |                               |                               |                               |    |                  |                       |                       |                       |
|  |                               | Dallas Cowboys                | 20                            |    |                  |                       |                       |                       |
|  |                               | Cleveland Browns              | 31                            |    |                  |                       |                       |                       |
|  |                               | Cleveland Browns              | 31                            | E  | Cleveland Browns | 0                     |                       |                       |
|  |                               |                               |                               | E  | Cleveland Browns | 0                     |                       |                       |
|  |                               | W                             | Baltimore Colts               | 34 |                  |                       |                       |                       |
|  |                               | W                             | Baltimore Colts               | 34 | Baltimore Colts  | 24                    |                       |                       |
|  |                               |                               |                               |    | Baltimore Colts  | 24                    |                       |                       |
|  |                               | Minnesota Vikings             | 14                            |    |                  |                       |                       |                       |

## Super Bowl III
Der Super Bowl III fand am 12. Januar 1969 im Orange Bowl in Miami, Florida statt. Der Meister der NFL, die Mannschaft der Baltimore Colts, trat gegen den Meister der AFL, die New York Jets, an. Die Jets besiegten die Colts mit 16:7, zum Super Bowl MVP wurde Joe Namath gewählt.
|                      |                       |  | Super Bowl III  |                          |               |  |                                       |
|                      | Miami 12. Januar 1969 |  | Baltimore Colts | \| \| 7 : 16 \| \| \| \| | New York Jets |  | Orange Bowl Stadium Zuschauer: 75.389 |
| (0:0, 0:7, 0:6, 7:3) | Miami 12. Januar 1969 |  | Baltimore Colts |                          | New York Jets |  | Orange Bowl Stadium Zuschauer: 75.389 |
|                      | 7 : 16                |  |                 |                          |               |  |                                       |
|                      |                       |  |                 |                          |               |  |                                       |

## Pro Bowl
Der Pro Bowl wurde am 19. Januar 1969 im Los Angeles Memorial Coliseum zwischen der Eastern und der Western Conference ausgetragen. Das Team der Western Conference gewann mit 10:7. Zu den Most Valuable Players des Pro Bowls wurden der Quarterback Roman Gabriel und der Defensive Tackle Merlin Olsen, beide von den Los Angeles Rams, gewählt.